# Evelyn Baghcheban
Evelyn Baghcheban (* 1928; † 31. Oktober 2010 in Istanbul) war eine türkisch-iranische Opernsängerin (Mezzosopran) und Musikdozentin.

## Leben
Nach dem Schulbesuch studierte sie am Staatlichen Konservatorium in Ankara (Hacettepe Üniversitesi Ankara Devlet Konservatuvarı). Nach der Eheschließung mit dem Komponisten Samin Baghcheban, den sie in Istanbul kennenlernte und mit dem sie bis zu dessen Tod 2008 verheiratet war, ließ sie sich in Teheran nieder und richtete die ersten Gesangskurse an der dortigen Musikschule ein.
Zu ihren Studenten gehörten der Tenor Mohammad Nuri wie auch die Sänger Pari Zanganeh und Sudabeh Tajbaksh. Außerdem begründete sie zu Beginn ihres Aufenthalts im Iran den Teheraner Nationalchor. 
Evelyn Baghcheban wird zu den Begründern der Oper in der iranischen Musik gezählt und half auch den Musikern Monir Vakili, Heshmat Sanjari, Fakhereh Saba bei der Gründung der "Rudaki Hall", einer Konzerthalle zur Aufführung klassischer Musik. Darüber hinaus nahm sie auch Schallplatten auf wie das Album Rangin Kamun (Der Regenbogen), das Lieder und Kompositionen ihres Ehemanns Samin Baghcheban enthielt.
Ihre letzten Lebensjahre verbrachte sie mit ihrer Familie in der Türkei, wo sie bis zu ihrem Ruhestand Dozentin für Piano an der Mimar Sinan Universität der schönen Künste war.